# Kanton Laval-Nord-Est
Der Kanton Laval-Nord-Est war von 1973 bis 2015 ein französischer Kanton im Arrondissement Laval, im Département Mayenne und in der Region Pays de la Loire; sein Hauptort war Laval.

## Geografie
Der Kanton Laval-Nord-Est lag auf einer Höhe zwischen 42 Meter in Laval und 159 Meter in Changé.
Er lag im Zentrum des Départements Mayenne und grenzte im Westen an die Kantone Loiron und Saint-Berthevin, im Norden an den Kanton Chailland, im Nordosten und Osten an den Kanton Argentré und im Süden an die Kantone Laval-Est, Laval-Nord-Ouest und Laval-Sud-Ouest.

## Gemeinden
Der Kanton bestand aus den drei Gemeinden Changé, Saint-Germain-le-Fouilloux, Saint-Jean-sur-Mayenne und einem Teil der Stadt Laval (angegeben ist die Gesamteinwohnerzahl).
| Gemeinde                   | Einwohner Jahr | Fläche km² | Bevölkerungsdichte | Code INSEE | Postleitzahl |
| -------------------------- | -------------- | ---------- | ------------------ | ---------- | ------------ |
| Changé                     | 5.470 (2013)   | 34,68      | 158 Einw./km²      | 53054      | 53810        |
| Laval                      | 50.479 (2013)  | –          | – Einw./km²        | 53130      | 53000        |
| Saint-Germain-le-Fouilloux | 1.096 (2013)   | 15,48      | 71 Einw./km²       | 53224      | 53240        |
| Saint-Jean-sur-Mayenne     | 1.616 (2013)   | 17,81      | 91 Einw./km²       | 53229      | 53240        |

## Geschichte
Den Kanton Laval-Nord-Est gab es von 1973 bis 2015 in dieser Form, als er durch die Teilung des Kantons Laval-Est in die Kantone Laval-Est und Laval-Nord-Est entstand. Dieser Kanton Laval-Est entstand 1801 nach die Aufteilung des Kantons Laval in die Kantone Laval-Ouest und Laval-Est.